# Leinberg (Birgland)
Leinberg ist ein Ortsteil der Gemeinde Birgland im Landkreis Amberg-Sulzbach in der bayerischen Oberpfalz.

## Lage
Die Einöde Leinberg liegt im Süden der Gemeinde Birgland und ist über eine Straße von Schwend (Birgland) aus erreichbar.
Südwestlich von Leinberg liegt Schwend (Birgland), östlich liegt Leinhof (Birgland), nördlich liegt Schwenderöd (Birgland) sowie die A 6 und südsüdöstlich liegt Betzenberg (Birgland).
Durch den Bebauungsplan aus dem Jahr 2018 mit 17 Parzellen wächst Leinberg derzeit stetig. Sämtliche Bauvorhaben werden voraussichtlich im Jahr 2023 abgeschlossen sein.[veraltet]

## Geschichte
Leinberg wurde 1972 als Ortsteil der ehemaligen Gemeinde Schwend in die Gemeinde Birgland eingegliedert.